# پایگاه هوایی آبی موسونی
پایگاه هوایی آبی موسونی (به انگلیسی: Moosonee Water Aerodrome) یک فرودگاه خصوصی است که یک باند فرود آب دارد. این فرودگاه در کشور کانادا قرار دارد و در ارتفاع ۰ متری از سطح دریا واقع شده‌است.